# Umbite
La umbite è un minerale.